# Cajun (musica)

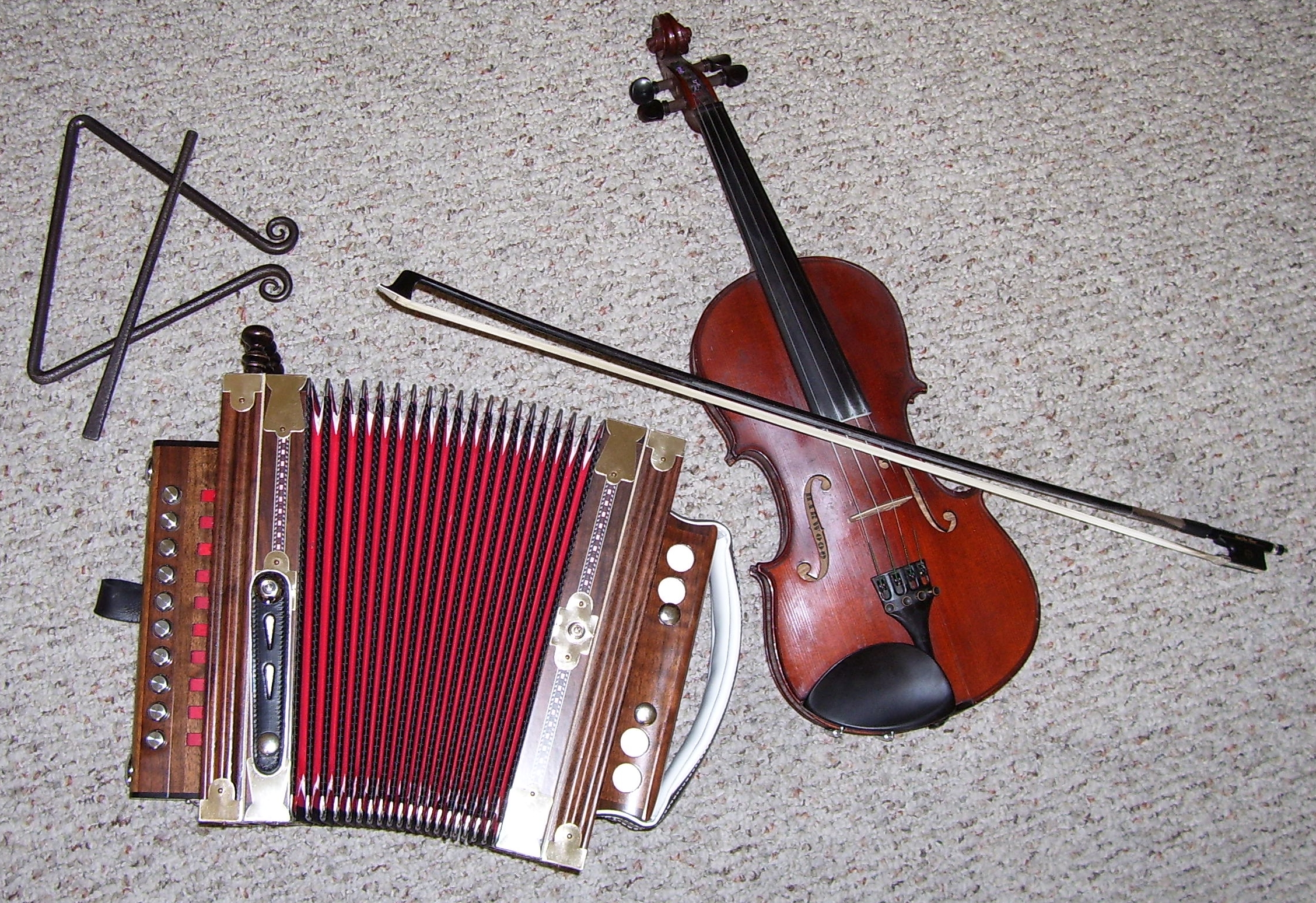
Strumenti Cajun tradizionali: tit-fer, fisarmonica cajun e violino.

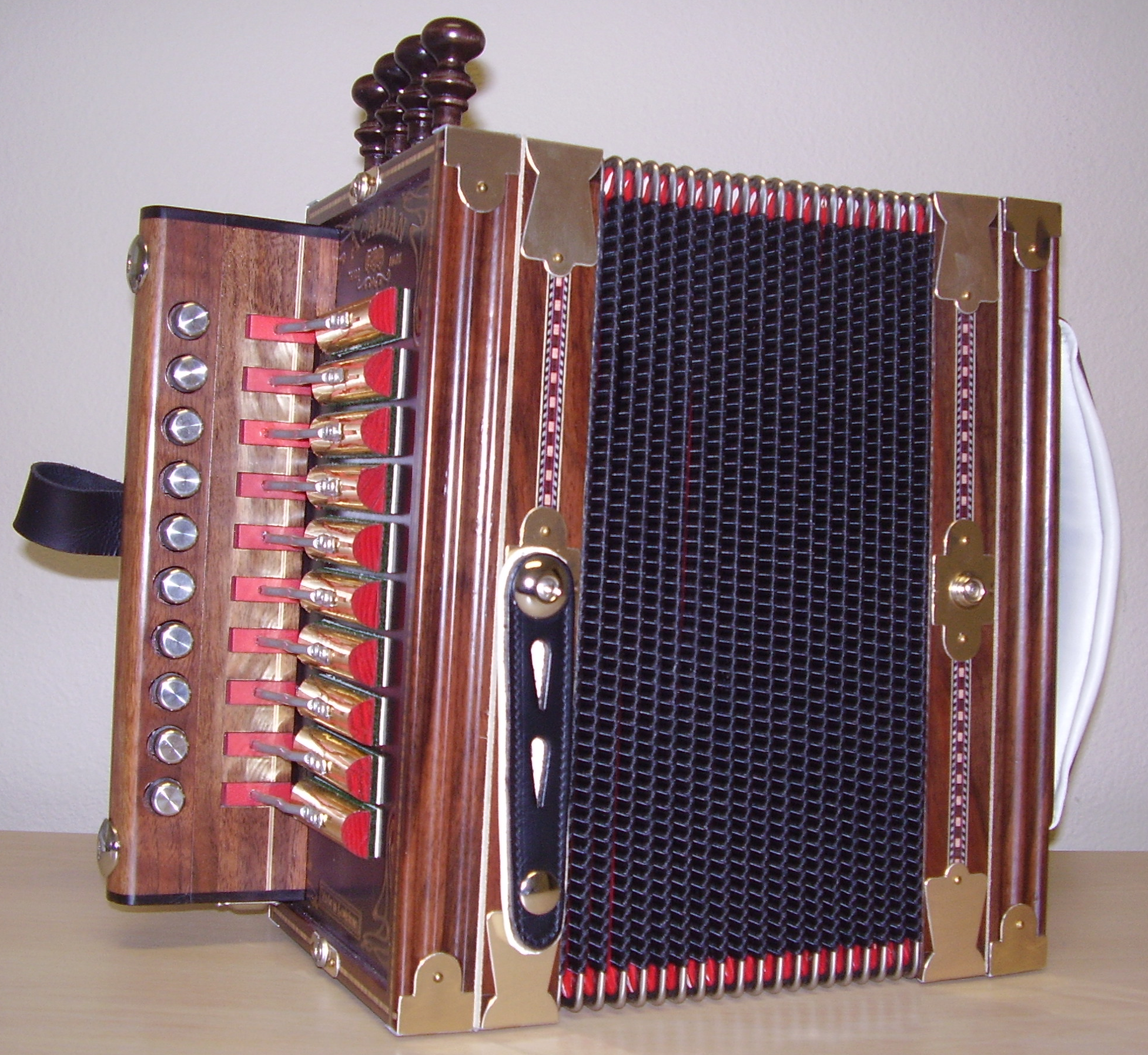
Tipica fisarmonica cajun

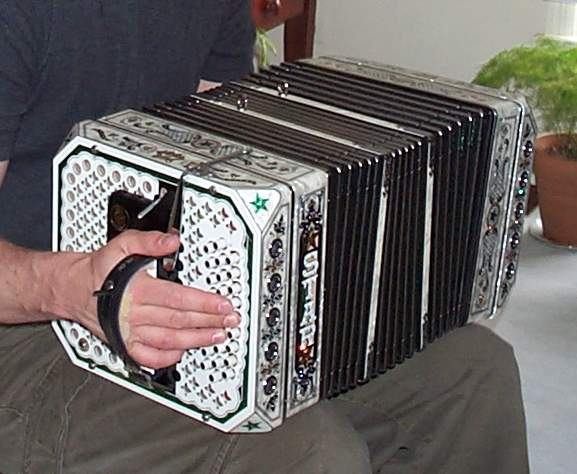
Una concertina Chemnitzer costruita dalla Star Mfg.

La musica Cajun è caratteristica della Louisiana, nata dalle popolazioni di origine francese chiamate Acadians, ovvero "Cadiens" nel dialetto locale o "Cajuns" secondo la pronuncia anglosassone. 
La musica Cajun è spesso associata alla musica zydeco, che ha le stesse origini.

## Storia[1]
Il termine cajun viene usato anzitutto per indicare il gruppo etnico, di origine e lingua francese che abita nella Louisiana sud-occidentale. Questi sono discendenti degli Acadiani che abitavano la regione canadese della Nuova Francia, o Acadia.
Dopo varie lotte contro gli inglesi, con il trattato di Utrecht, nel 1713, i francesi perdono la baia di Hudson, l'Acadia 
e gran parte di Terranova.
Quando gli inglesi invasero questa zona, che chiameranno poi Nuova Scozia, gli Acadiani rifiutarono di sottostare al re d'Inghilterra e di abbandonare la fede cattolica e scoppiarono rivolte. Per risolvere il problema, gli inglesi, verso la metà del XVIII secolo, deportarono in massa la popolazione di lingua francese. Alcuni si misero in viaggio verso la Louisiana, che a quei tempi era ancora possedimento francese ed era già abitata da altri coloni sempre provenienti dalla Francia. I nuovi arrivati non ebbero altra scelta che stabilirsi nella zona paludosa (in inglese le paludi sono chiamate swamp) e malsana a ovest del delta del Mississippi, o regione dei bayou. Avendo forte bisogno di mano d'opera, essi reclutarono neri liberati come braccianti, che adottarono il dialetto e lo stile di vita cajun.
La regione attorno alle città di Lafayette e Baton Rouge, date le premesse, non fu interessata direttamente dalla guerra civile americana, né dalle acute tensioni razziali presenti in molte parti del Sud degli Stati Uniti.

## La musica

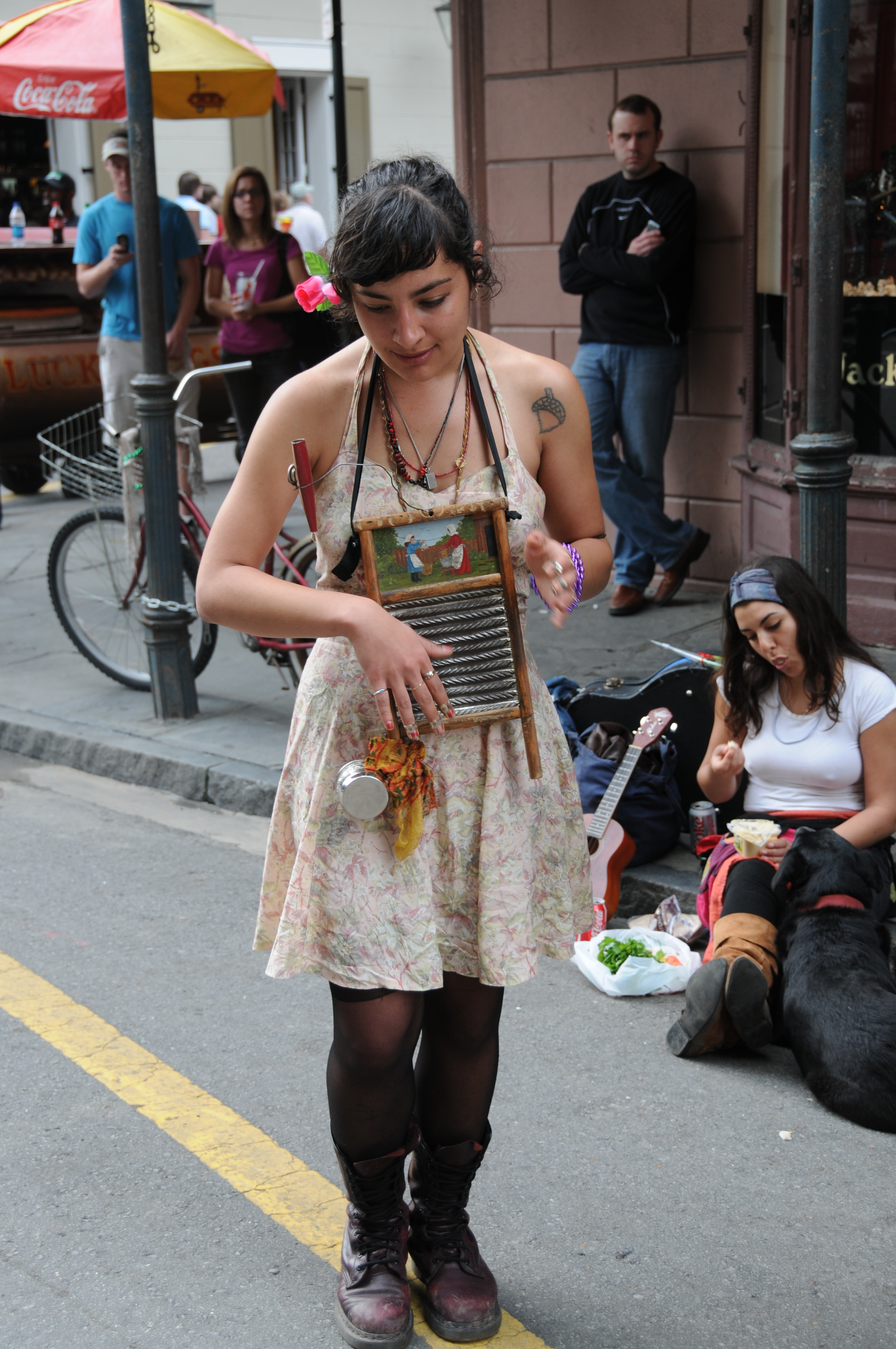
Cantante con washboard in una strada del quartiere francese di New Orleans

La lingua parlata dai cajun corrisponde ad un francese arcaico e dialettale, originato nella Francia occidentale e atlantica, 
e quasi sempre questa lingua è utilizzata per il canto, con un caratteristico andamento cantilenante e strascicato.
La musica cajun prevede principalmente l'uso del violino, della concertina diatonica, denominata negli Stati Uniti cajun accordion (o talvolta della fisarmonica), oltre al washboard.
Altri strumenti sono il triangolo, chiamato tit fer o petit fer, e la chitarra acustica.
Le sue tipiche melodie sono state utilizzate da Virgil Thomson nella colonna sonora del film del 1948 Louisiana Story (La storia della Louisiana, su DVD come: I racconti della Louisiana), per la quale Thomson vinse nel 1949 anche un premio Pulitzer per la musica.

## Discografia
I primi artisti ad incidere dei brani di cajun, approfittando di un momento di interesse dei discografici americani per
il country e la musica rurale, furono i bianchi Joe Falcon e Dennis McGee per la Columbia Records nel 1928 e il nero Amédé (Amade) Ardoin nel 1929 per la Decca. Ambedue le registrazioni vennero fatte a New Orleans.
Poco dopo la fine della seconda Guerra mondiale Harry Choates fu il primo esponente della musica cajun ad entrare nelle classifiche nazionali country con la sua versione del tradizionale "Jolie Blonde".
Poco dopo, il successo locale dei Hackberry Ramblers "On the Bayou" diventò famoso nella versione di Hank Williams, col
titolo di "Jambalaya".
Nel dopoguerra, nell'ambito della comunità creola, il cajun si evolve nello Zydeco, integrando influenze blues,
R&B e rock, con strumentazione spesso elettrificata.

## Compositori e Interpreti
Alcuni tra gli interpreti più famosi di cajun:
- Nathan Abshire (1913-1981)
- Amédé Ardoin o Amadée Ardoin (1898-1941)
- Fernest Arceneaux (1940-2008)
- The Balfa Brothers o Les Frères Balfa (1951-in attività)
- Harry Choates (1922-1951)
- Sady Courville (1905-1988)
- Paul Daigle (1958-)
- Joe Falcon (1900-1965)
- Doug Kershaw (1936-)
- Dennis McGee (1893-1989)
- Cajun Roosters (band attiva dal 2005)
- Mama Rosin (2008-in attività)
- Beausoleil (?-in attività)

## Film
Alcuni film documentari sul cajun o con colonna sonora di musica cajun
- La storia della Louisiana (Louisiana Story)[5], regia di Robert J. Flaherty (in DVD come: I racconti della Louisiana) (1948)
- Dedans le sud de la Louisiane[6], regia di Jean-Pierre Bruneau - documentario (1974)
- I guerrieri della palude silenziosa (Southern Comfort)[7], regia di Walter Hill (1981)
- Les blues de Balfa[8], regia di Yasha Aginsky - documentario, cortometraggio (1983)
- Cajun Visits[9], regia di Yasha Aginsky - documentario, cortometraggio (1983)
- J'ai été au bal[10], regia di Les Blank e Chris Strachwitz - documentario (The Cajun and Zydeco Music of Louisiana) (1989)
- La-308[11], regia di Jason Furrate (2009)